# Костёл Вознесения Пресвятой Девы Марии (Дарево)
Костёл Вознесения Пресвятой Девы Марии (бел. Касцёл Унебаўзяцця Найсвяцейшай Дзевы Марыі) — католический храм в Дарево, Брестская область, Белоруссия. Относится к Барановичскому деканату Пинского диоцеза.
В некоторых источниках именуется успенским храмом. Это название также корректно, в Католической церкви Успение Богородицы и Её Вознесение вспоминаются в рамках одного праздника.

## История

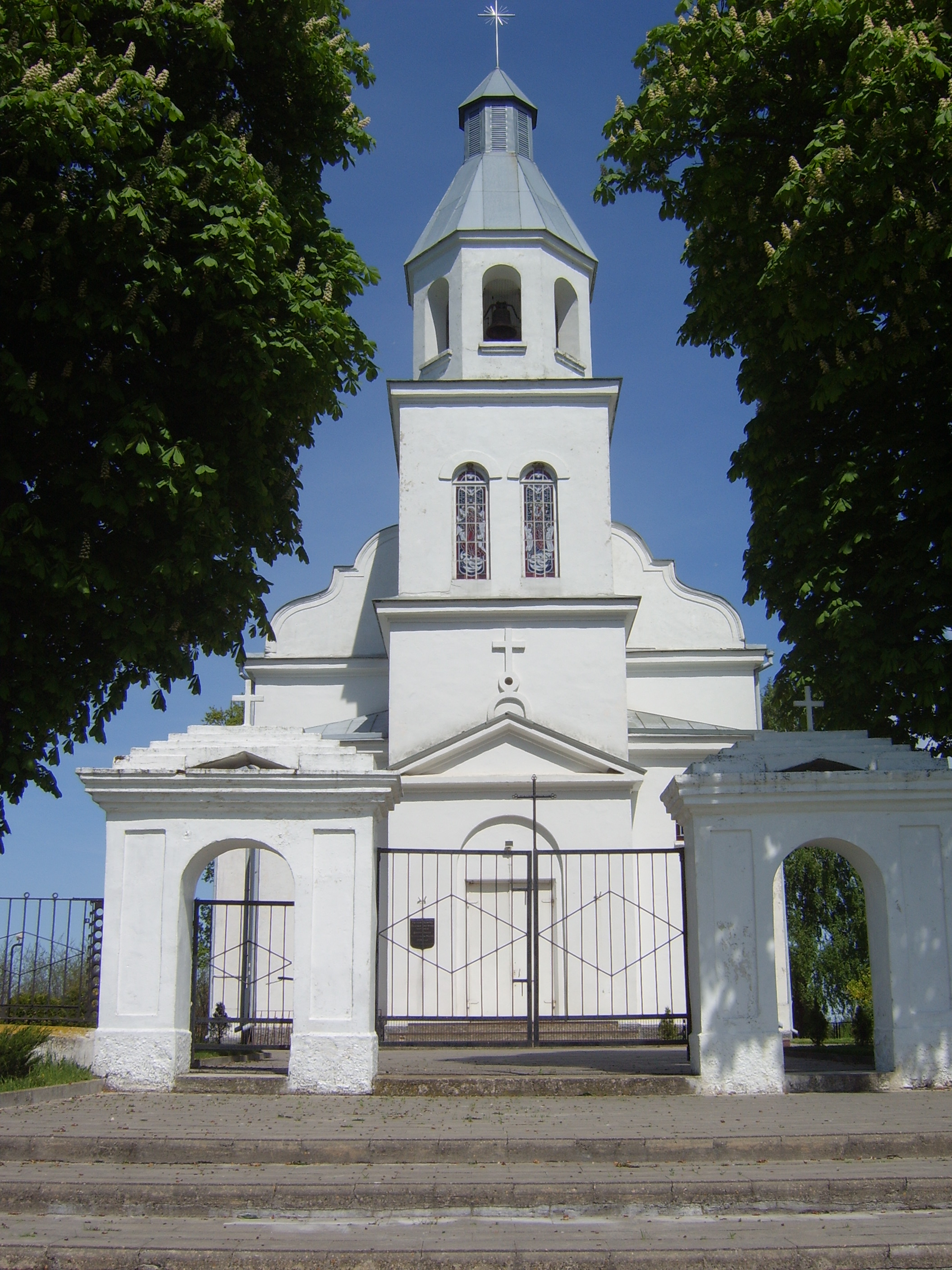
Костёл в 2009 году

Известно, что новогрудский наместник Пётр Монтигердович, занимавший эту должность с 1431 по 1454 год дал деньги на постройку первого деревянного костёла в Дарево. Храм построили в 1440 году на высоком берегу над Щарой, где находится современный костел.
9 марта 1618 года решением виленского епископа капитула «…дана копна сосенок из поместья Лук на костел, строящегося в простил».
Во время Тринадцатилетней войны 1654—1667 годов храм был уничтожен. Что-то случилось и со священником, потому что туда был направлен «камендар».
Известно, что новый костел Вознесения Пресвятой Девы Марии был отстроен в 1841 году.
Накануне Первой Мировой войны, ставшего настоятеля не было. Обязанности выполняли различные ксёндзы из других приходов, среди которых и белорусский католический священник Фабиан Абрантович.
Накануне приближения фронта в 1915 прихожане во главе с о. Казимиром Иодко сняли колокола с башен костела и утопили их в Щаре. Во время боевых действий село вместе с костелом было уничтожено.
В 1926 году о. Казимир Ванькович сумел возвести часовню, где отправлял богослужения.
В 1931 в Дарево новый настоятель Станислав Шаплевич. Он активно присоединяется к строения нового храма. Проект храма разработал инженер из Барановичей Бронислав Иванчик. С бетонных немецких блиндажей местными жителями вырубаются блоки на стене костела.
В 1936 году сгорела Даревская часовенка. Это придало энтузиазма прихожанам и 15 августа 1938 года епископ Пинский Казимир Букраба освятил храм.
После присоединения Западной Беларуси к БССР в 1939 году о. Шаплевич вынужден был скрываться. Он жил у местных прихожан из разных сел и хуторов. После прихода немцев Шаплевич возобновил богослужения в костеле, но с 1942 года вновь вынужден был скрываться, так как немцы подозревали его в связи с Армией Крайовой.
Во время боев 1944 года советские войска обстреляли костел из пушек. Стены из блиндажей выдержали. (Во время реставрации в 90-е в одном из стен нашли разорвавшихся[уточнить] снарядов).
Ксендза Шаплевича с приходом советских войск местные жители продолжали скрывать. НКВД задержала его только 1 мая 1947 году в д. Литва. Ксендз был осуждён как американский шпион на 25 лет тюрьмы и выслан в Инту.
В 1956 году Шаплевич освободившись не уехал в Польшу, а вернулся в родной приход. Однако храм с 1949 использовался как склад. Шаплевич проводил богослужения в частных домах и в часовне деревни Макеевшчына (до 1960). После смерти батюшки в 1975 году люди продолжали требовать возвращения костела. Поэтому советские власти попытались храм уничтожить. 3 августа 1986 был совершен поджог, но сгорела только крыша. Впоследствии власти пытались разрушить стены, но стены из немецких блиндажей не поддались.
В 1990 году костел вернули верующим. Торжественное реосвящение храма состоялось 15 августа 1992 года при участии Казимира Свёнтека.
Около храма установлен бюст отцу Шаплевичу.